# Sam fait plus rire
Pour plus de détails, voir Fiche technique et Distribution.
Sam fait plus rire (I Used to Be Funny) est un film canadien réalisé par Ally Pankiw, sorti en 2023.

## Synopsis
Sam a un trouble de stress post-traumatique. Quand une adolescente dont elle était la nounou disparaît, elle doit décider ou non d'aider aux recherches.

## Fiche technique
- Titre : Sam fait plus rire
- Titre original : I Used to Be Funny
- Réalisation : Ally Pankiw
- Scénario : Ally Pankiw
- Musique : Ames Bessada
- Photographie : Nina Djacic
- Montage : Curt Lobb
- Production : Jason Aita, Breann Smordin et James Weyman
- Société de production : Barn 12 et Partizan
- Société de distribution : Wayna Pitch (France)
- Pays :  Canada et  Royaume-Uni
- Genre : Comédie dramatique
- Durée : 105 minutes
- Dates de sortie : 
  -  États-Unis : 13 mars 2023 (South by Southwest)
  -  France : 30 juillet 2023

## Distribution
- Rachel Sennott : Sam Cowell
- Olga Petsa : Brooke Renner
- Jason Jones : Cameron Renner
- Sabrina Jalees : Paige
- Caleb Hearon : Philip
- Ennis Esmer : Noah
- Dani Kind : Jill
- Hoodo Hersi : Zara
- Dan Beirne : Tim
- Stephen Alexander : Nathan
- Miguel Rivas : l'officier Conrad Lawrence
- Marvin Kaye : l'officier Jim Gerrard
- Tyra Sweet : Paloma Nuñez
- Kathy Imrie : le juge Mathers
- Matia Jackett : Candace
- Hannah Spear : Laura Renner

## Accueil
Le film a reçu un accueil favorable de la critique. Il obtient un score moyen de 74 % sur Metacritic.